# Малкернс
Малкернс (англ. Malkerns) — город на юге Эсватини, на территории округа Манзини.

## Географическое положение
Город находится в центральной части округа, к северу от реки Мапуто (Лусутфу), на расстоянии приблизительно 15 километров к западу от столицы страны Манзини. Абсолютная высота — 644 метра над уровнем моря.

## Население
По данным официальной переписи 1997 года численность населения составляла 7 400 человек.
Динамика численности населения города по годам:
| 1986  | 1997  | 2013  |
| ----- | ----- | ----- |
| 4 830 | 7 400 | 8 133 |

## Экономика и транспорт
В окрестностях города выращивают ананасы и сахарный тростник. Развито производство изделий декоративно-прикладного искусства.
Ближайший аэропорт расположен вблизи города Манзини.